# بتینا یوسامی
 بتینا یوسامی (انگلیسی: Betina Jozami؛ زادهٔ ۸ سپتامبر ۱۹۸۸) یک تنیس‌باز اهل آرژانتین است.